# Rhysodesmus esperanzae
Rhysodesmus esperanzae är en mångfotingart som beskrevs av Chamberlin 1943. Rhysodesmus esperanzae ingår i släktet Rhysodesmus och familjen Xystodesmidae. Inga underarter finns listade i Catalogue of Life.